# X-5 (航空機)
ベル X-5
- 用途：実験機
- 設計者：Robert J. Woods
- 製造者：ベル・エアクラフト
- 運用者アメリカ空軍/アメリカ航空宇宙局
- 初飛行：1951年6月20日
- 生産数：2機
- 退役：1958年12月
- 運用状況：退役

X-5は、アメリカ合衆国のベル・エアクラフト社が開発した実験機で飛行中に主翼の後退角を可変する機構をもった世界最初の航空機（可変翼機）である。

## 開発

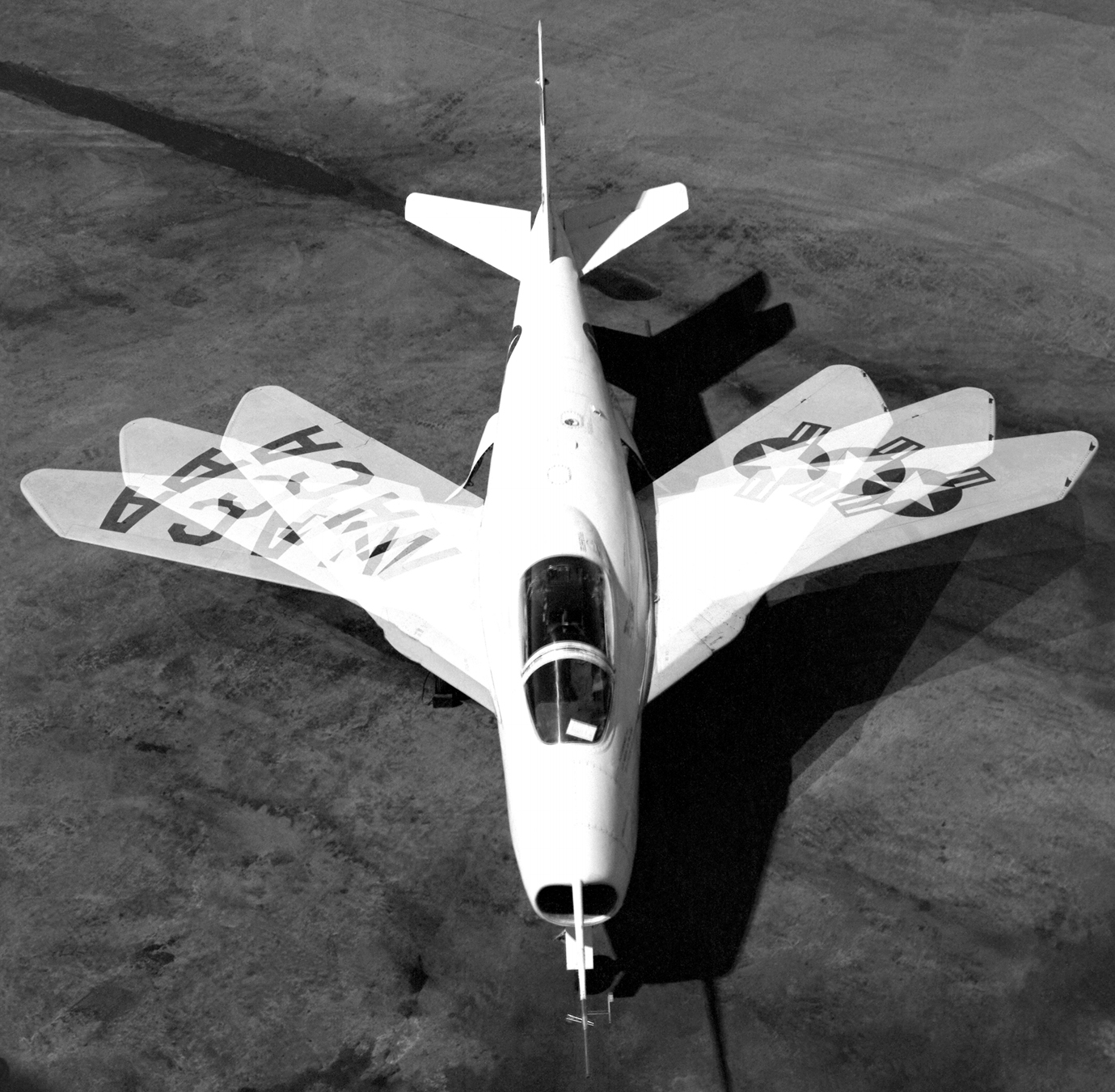
可変後退翼の稼動範囲

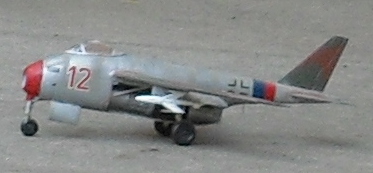
P.1101の模型。X-5はこれに酷似した機体形状をしている。

アメリカ軍は、第二次世界大戦においてドイツに侵攻し、そこで研究されていた可変後退角の技術資料を取得した。ドイツにおいては主翼の後退角の取り付け角度が調整できるメッサーシュミット P.1101の開発が進められており、アメリカ軍は未完成であったこの機体を本国へと持ち帰り、研究を継続することとした。
P.1101を飛行可能とすることが考えられたが、機材の状態や搭載エンジンの問題があり、可変機構を組み込んだ実験機を新造することとなった。このための実験機X-5は1949年7月26日に発注されている。機体は、P.1101に酷似した形状であり、胴体下部にジェットエンジンを装備、機首にインテイクを有している。主翼は中翼配置で可変後退翼機構を組み込んでいる。ベル社は可変後退翼機構に電動モーターを用い、後退角が増すときは主翼取り付け位置を前進させ、空力中心を保ちながら、後退角を可変にできるようにした。P.1101は地上でのみ後退角を変化させられたが、X-5は飛行中に操作でき、その角度は20度から60度まで変化する。最低角から最高角までの変更には約20秒を要した。
1951年2月に最初のX-5が完成し、2号機も製作された。それぞれ同年の6月20日と12月10日に初飛行している。2号機は1953年10月14日にスピンによる事故でパイロットとともに失われている。1号機を用いた試験飛行は1955年まで続けられ、その後も1958年までエドワーズ空軍基地で、自らの開発試験が終わったあとも、チェイスプレーンとして用いられた。
1958年にオハイオ州デイトンの国立アメリカ空軍博物館に送られてから、現在も展示されている。
X-5は、広い速度域で使われる航空機に対する可変後退翼の利点を証明し、後々のF-111、B-1やF-14などへの可変後退翼の採用をもたらした。一方で安定性の問題も抱えていたため、NATOなど諸外国向けの低コスト戦闘機として導入する構想は中止された。

## 仕様
諸元
- 乗員: 1名
- 全長: 10.1 m （33 ft 4 in）
- 全高: 3.6 m （12 ft）
- 翼幅: 10.2 m

  - 非後退時: 10.2 m（33 ft 6 in）
  - 60°後退時: 6.5 m （20 ft 10 in）
- 翼面積: 16.26 m2. （175 ft2.）
- 空虚重量: 2,880 kg （6,336 lb）
- 最大離陸重量: 4,536 kg （9,980 lb）
- 動力: アリソン J35-A-17 ターボジェット、21.8 kN （4,900 lbf）  × 1

性能
- 最大速度: 1,150 km/h （716 mph）
- 航続距離: 1,207 km （750 mi）
- 実用上昇限度: 15,200 m （49,900 ft）
- 推力重量比: 0.50:1